# Rubus monachus
Rubus monachus är en rosväxtart som beskrevs av Jensen, Peter Kristian Nicolaj Friderichsen och Gelert. Rubus monachus ingår i släktet rubusar, och familjen rosväxter. Inga underarter finns listade i Catalogue of Life.